# Liste der Municipios in Nayarit

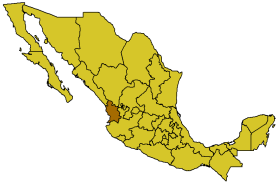
Karte Mexikos (Nayarit hervorgehoben)

Municipios in Nayarit

Der mexikanische Bundesstaat Nayarit ist in 20 Verwaltungsbezirke (Municipios) unterteilt. Die Verwaltungsbezirke werden aus 2.850 Ortschaften (span. Localidades) (darunter 55 urbane = städtische) gebildet. Zu den ländlichen Gemeinden (Pueblos) zählen ebenso Farmen (Ranchos, Haziendas) und andere alleinstehende Gebäude (Mühlen, Poststationen, Tankstellen usw.). Die Zahl der Ortschaften ist in den letzten Jahren ansteigend (2000: 2.611; 2010: 2.700).
| Schlüs- sel          | Municipio            | Verwaltungssitz (Cabecera Municipal) | Fläche [km²] | Einwohnerzahl | Einwohnerzahl | Einwohnerzahl | Bevöl- kerungs- dichte [Ew. pro km²] | Anzahl der Orte (Localidades) |
| Schlüs- sel          | Municipio            | Verwaltungssitz (Cabecera Municipal) | Fläche [km²] | 2000          | 2010          | 2020          | Bevöl- kerungs- dichte [Ew. pro km²] | Anzahl der Orte (Localidades) |
| -------------------- | -------------------- | ------------------------------------ | ------------ | ------------- | ------------- | ------------- | ------------------------------------ | ----------------------------- |
| 001                  | Acaponeta            | Acaponeta                            | 1.427,25     | 36.512        | 36.572        | 37.232        | 26,1                                 | 138                           |
| 002                  | Ahuacatlán           | Ahuacatlán                           | 504,80       | 15.371        | 15.229        | 15.393        | 30,5                                 | 51                            |
| 003                  | Amatlán de Cañas     | Amatlán de Cañas                     | 518,34       | 12.088        | 11.188        | 11.536        | 22,3                                 | 46                            |
| 004                  | Compostela           | Compostela                           | 1.880,48     | 65.943        | 70.399        | 77.436        | 41,2                                 | 251                           |
| 005                  | Huajicori            | Huajicori                            | 2.237,42     | 10.294        | 11.400        | 12.230        | 5,5                                  | 174                           |
| 006                  | Ixtlán del Río       | Ixtlán del Río                       | 493,01       | 25.382        | 27.273        | 29.299        | 59,4                                 | 54                            |
| 007                  | Jala                 | Jala                                 | 503,62       | 16.171        | 17.698        | 19.321        | 38,4                                 | 46                            |
| 008                  | Xalisco              | Xalisco                              | 536,35       | 37.664        | 49.102        | 65.229        | 121,6                                | 106                           |
| 009                  | El Nayar             | Jesús María                          | 5.142,44     | 26.649        | 34.300        | 47.550        | 9,2                                  | 550                           |
| 010                  | Rosamorada           | Rosamorada                           | 1.840,64     | 34.683        | 34.393        | 33.567        | 18,2                                 | 68                            |
| 011                  | Ruiz                 | Ruiz                                 | 520,60       | 21.722        | 23.469        | 24.096        | 46,3                                 | 76                            |
| 012                  | San Blas             | San Blas                             | 867,14       | 42.762        | 43.120        | 41.518        | 47,9                                 | 92                            |
| 013                  | San Pedro Lagunillas | San Pedro Lagunillas                 | 515,68       | 7.753         | 7.510         | 7.683         | 14,9                                 | 27                            |
| 014                  | Santa María del Oro  | Santa María del Oro                  | 1.091,40     | 20.849        | 22.412        | 24.911        | 22,8                                 | 120                           |
| 015                  | Santiago Ixcuintla   | Santiago Ixcuintla                   | 1.727,84     | 94.979        | 93.074        | 93.981        | 54,4                                 | 173                           |
| 016                  | Tecuala              | Tecuala                              | 1.044,78     | 42.237        | 39.756        | 37.135        | 35,5                                 | 94                            |
| 017                  | Tepic                | Tepic                                | 1.602,65     | 305.176       | 380.249       | 425.924       | 265,8                                | 173                           |
| 018                  | Tuxpan               | Tuxpan                               | 313,93       | 31.202        | 30.030        | 30.064        | 95,8                                 | 26                            |
| 019                  | La Yesca             | La Yesca                             | 4.316,75     | 12.940        | 13.600        | 13.719        | 3,2                                  | 345                           |
| 020                  | Bahía de Banderas    | Valle de Banderas                    | 771,35       | 59.808        | 124.205       | 187.632       | 243,3                                | 240                           |
| 18 Estado de Nayarit | 18 Estado de Nayarit | Tepic                                | 27.856,47    | 00920.185     | 001.084.979   | 001.235.456   | 44,4                                 | 20                            |